# ГЕС Xiájiāng
ГЕС Xiájiāng (峡江水利枢纽) — гідроелектростанція на сході Китаю у провінції Цзянсі. Знаходячись між ГЕС Shíhǔtáng (вище по течії) та ГЕС Xīngàn, входить до складу каскаду на річці Гань, яка впадає до розташованого на правобережжі Янцзи найбільшого прісноводного озера країни Поянху.
У межах проєкту річку перекрили бетонною греблею довжиною 874 метри, яка утримує водосховище з об'ємом 1187 млн м3.
Інтегрований у греблю машинний зал обладнали дев'ятьма бульбовими турбінами потужністю по 40 МВт, котрі використовують напір від 3,9 до 13,7 метра та забезпечують виробництво 1142 млн кВт·год електроенергії.